# Chochi (comuna)
Chochi (em albanês: Shosh/Shoshi) é uma comuna (em albanês:  komuna) da Albânia localizada no distrito de Escodra, prefeitura de Escodra.